# Klesberg
Klesberg ist eine Außensiedlung der Ortschaft Uerzell, die ein Stadtteil von Steinau an der Straße im Main-Kinzig-Kreis in Osthessen im Bundesland Hessen in der Bundesrepublik Deutschland ist. Durch den Ort verläuft die Kreisstraße 957.

## Geografie
Der Weiler Klesberg liegt auf einer Höhe von 410 m ü. NN im Norden des Main-Kinzig-Kreises an den Ausläufern des Vogelsberges etwa 13 km nördlich des Ortszentrums von Steinau an der Straße und 12 km nordwestlich von Schlüchtern.

### Nachbargemeinden
Klesberg grenzt im Norden an die Außensiedlung Oberulrichsberg, im Nordosten an den Ort Hintersteinau und im Westen an den Ort Uerzell.

### NABU-Schutzgebiet Klesberger Weiher

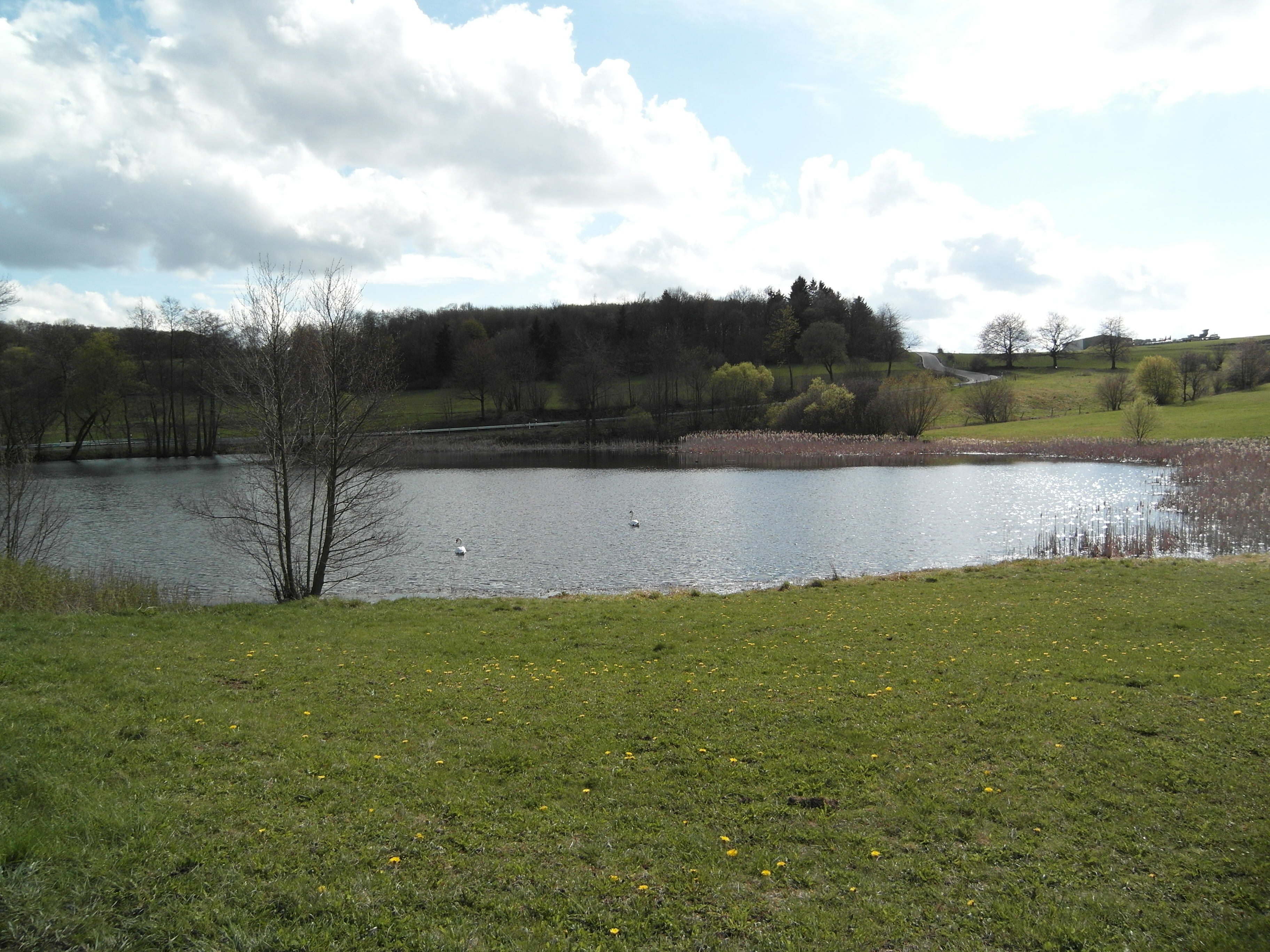
NABU-Schutzgebiet Klesberger Weiher, mit Klesberg im Hintergrund (2012)

Der Klesberger Weiher liegt etwa 1 km nordöstlich des Steinauer Stadtteils Klesberg an der Kreisstraße 957 Ürzell – Klesberg – Hintersteinau. Der Weiher selbst hat eine Größe von 1,45 ha und befindet sich im Zentrum einer Senke, umgeben von landwirtschaftlich genutzten Flächen, die überwiegend als Mähwiesen und Weiden genutzt werden.
Naturräumlich gehört der Klesberger Weiher zum Unteren Vogelsberg, einem den Hohen Vogelsberg umschließenden maximal 20 km breiten Ring mit flachen Basaltrücken zwischen 300 m und 500 m ü. NN.
Nach der historischen Karte des Kurfürstentums Hessen aus dem Jahre 1858, der Kartierungen aus dem Jahre 1851 und 1852 zu Grunde liegen, war der Klesberger Weiher bereits damals in der heutigen Form existent. Wahrscheinlich ist der Weiher noch wesentlich älter. Nach Angaben Ortskundiger kursieren in der Bevölkerung Erzählungen, wonach bereits vor 500 Jahren Menschen in dem Teich ertranken.
Das Gewässer hat mit seinen angrenzenden Flächen insbesondere als Trittstein für den Vogelzug eine wichtige Bedeutung. Darüber hinaus sind der Weiher und seine Umgebung Lebensraum zahlreicher botanischer und zoologischer Besonderheiten.
Nach Erhebungen des NABU (Berressem & Kuprian 1997) wurden beispielsweise in den Jahren 1995 und 1996 32 Brutvogelarten, 24 Nahrungsgäste und 18 durchziehende Vogelarten mit insgesamt 14 Arten der Roten Liste im Projektgebiet nachgewiesen. Weiterhin konnten 8 Amphibien-, 4 Reptilien- und 4 gefährdete Fledermausarten (u. a. Kleine Abendsegler und Bartfledermaus) beobachtet werden.

## Geschichte

### Erste urkundliche Erwähnung
Mag Klesberg, oder wie es in der Urkunde genannt wurde „Clefesberg“, auch schon früher besiedelt gewesen sein, so besagt eine erste alte Urkunde aus dem Jahre 1118, dass Clefesberg durch Schenkung in den Besitz des Klosters Schlüchtern überging.

### Historische Namensformen
- Clefesberg (1118)[2]
- Clesberg (1331)
- Klesberg(1440)[3]
- Klösberg (1818)

### Einwohnerstatistik
- um 1673: 12 Haushaltungen[2]
- 1789: 8 Nachbarn
- 1812: 8 Feuerstellen, 68 Seelen
- 1895: 11 Häuser mit 68 Bewohnern

### Kapelle zu Klesberg

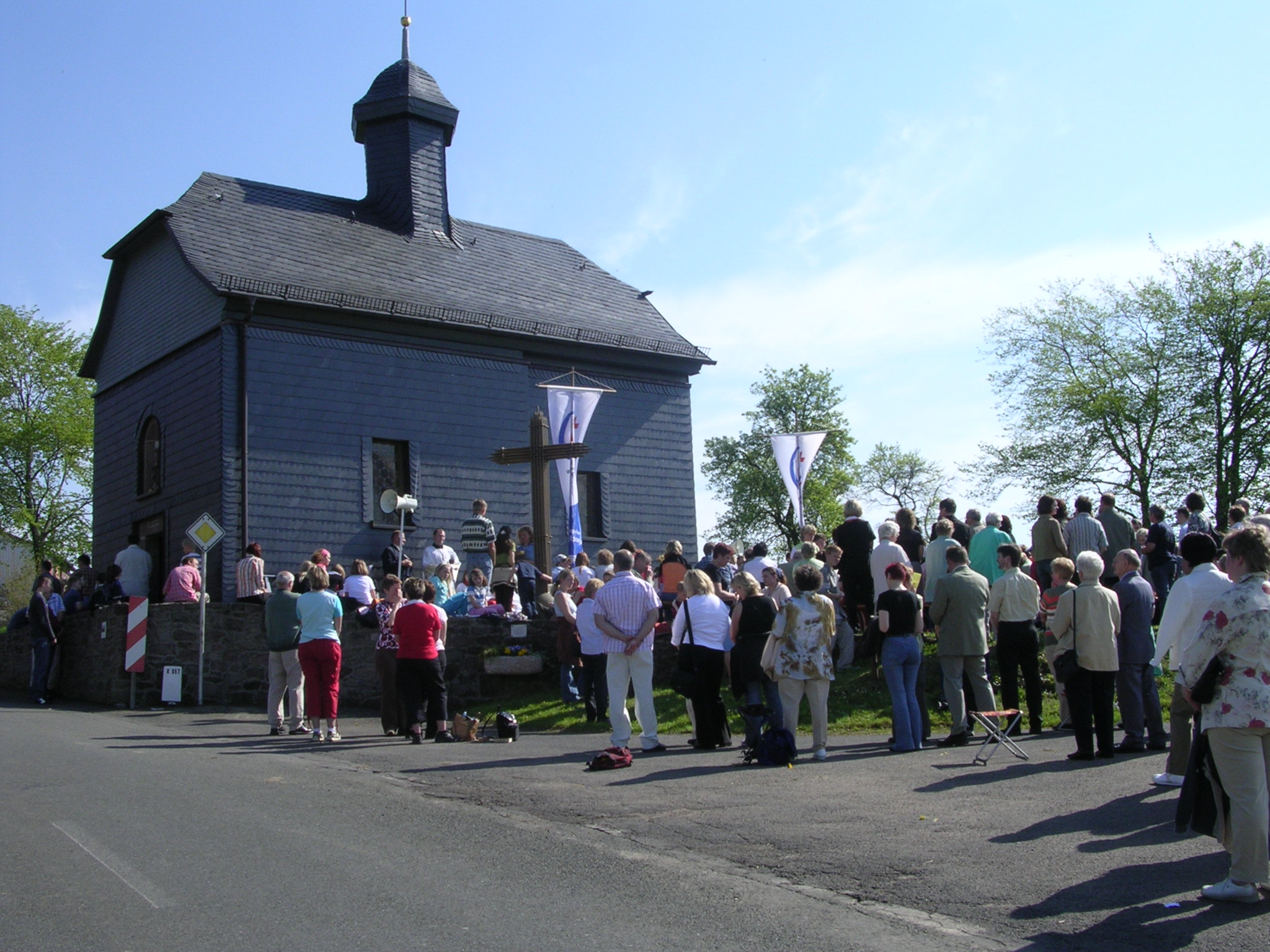
Kapelle zu Klesberg bei der jährlichen Bittprozession der Pfarrgemeinde Ulmbach (2005)

Die Kapelle zu Klesberg befindet sich direkt am Ortseingang, von Uerzell her kommend. Täglich wird um 12 Uhr die Glocke von Hand geläutet. Sonntags ist die Kapelle öffentlich zugänglich und kann besichtigt werden. Die Kapelle wurde 1486 durch Kunigunde von Mörle gestiftet "Gott dem Allmächtigen zu Lob und Ehre, seiner verehrten Mutter, der hochgelobten Jungfrau Maria und auch zur Ehr der 14 Nothelfer. Auf dem Türsturz ist zu lesen: "Wan du wanderst diese stras - Maria grüß nit unterlas". Die Kapelle war oft in verschiedenen Besitzverhältnissen. Dadurch war diese in der Reformationszeit unter dem Kloster Schlüchtern und Abt Lotichius evangelisch. Erst Ende des Dreißigjährigen Krieges wurde durch Verträge die kleine Herrschaft Uerzell vom Fuldaer Abt Placidus von Droste zurückgekauft. Nach dem damaligen Brauch wurde auch sofort wieder die katholische Religion des neuen Besitzers eingeführt. In der heutigen Kapelle dürften wohl zumindest die Ausmaße und die Mauern des Gründungsbaues fortleben.
Von 2000 bis 2002 fand eine langwierige und komplizierte Renovierung der über 500 Jahre alten Marienkapelle und die Kapellenweihe durch den Weihbischof Johannes Kapp statt.
Die jährliche Bittprozession der Ulmbacher Pfarrgemeinde zum Klesberg ist seit 1774 schriftlich nachweisbar. Seit dieser Zeit wird der Küsterdienst für die Kapelle ununterbrochen von den Nachkommen der Familie Leibold wahrgenommen.

### Pfarrzugehörigkeit
1492 zur Pfarrei Hintersteinau gehörig.
Nach 1684 Filiale von Ulmbach

## Politik
Mitglied des Ortsbeirats ist Timo Link.

## Sonstiges
Klesberg ist Teil der Streckenführung der ADAC-Kumho-Main-Kinzig-Rallye. Veranstalter ist der MSC Wächtersbach-Hesseldorf e. V. 1952.
In Klesberg wird alljährlich am ersten Märzwochenende ein Hutzelfeuer veranstaltet.